# Naprepa pallescens
Naprepa pallescens är en fjärilsart som beskrevs av William Schaus 1922. Naprepa pallescens ingår i släktet Naprepa och familjen silkesspinnare. Inga underarter finns listade i Catalogue of Life.